# Handball-DDR-Oberliga (Frauen) 1963/64
In der Saison 1963/64 hatte sich endgültig die Bezeichnung Handball-DDR-Oberliga der Frauen durchgesetzt. Es wurden zwischen Oktober 1963 und September 1964 die DDR-Meister im Hallen- und Feldhandball ermittelt. In der DDR-Oberliga Frauen wurden in jeder Sportart mit jeweils 20 Mannschaften in einer Doppelrunde in zwei Staffeln die Staffelsieger ermittelt, die im Finale den jeweiligen Meister ausspielten. Ab der Saison 1964/65 wurde die Hallenmeisterschaft auf eine Staffel reduziert, sodass sich 1963/64 nur die ersten fünf Mannschaften einer Staffel für die neue Spielzeit qualifizierten.

## Hallenmeisterschaft

### Punktspiele
| Pl. | Mannschaft               | Sp | S  | U | N  | Tore    | Punkte |
| 1   | SC Empor Rostock         | 18 | 17 | 1 | -  | 242:080 | 35:01  |
| 2   | TSC Berlin               | 18 | 14 | 1 | 3  | 186:100 | 29:07  |
| 3   | BSG Lok Rangsdorf        | 18 | 11 | 3 | 4  | 126:094 | 25:11  |
| 4   | BSG Post Halberstadt     | 18 | 10 | 2 | 6  | 119:108 | 22:14  |
| 5   | SC Aufbau Magdeburg      | 18 | 10 | 1 | 7  | 149:132 | 21:15  |
| 6   | BSG Post Magdeburg (N)   | 18 | 7  | 1 | 10 | 098:119 | 15:21  |
| 7   | BSG Empor Halloren Halle | 18 | 7  | 1 | 10 | 118:154 | 15:21  |
| 8   | BSG Einheit Rostock (N)  | 18 | 3  | 4 | 11 | 052:114 | 10:26  |
| 9   | BSG ZAB Dessau           | 18 | 2  | 2 | 14 | 106:172 | 06:30  |
| 10  | SC Traktor Schwerin      | 18 | -  | 2 | 16 | 081:191 | 02:34  |

| Pl. | Mannschaft                   | Sp | S  | U | N  | Tore    | Punkte |
| 1   | BSG Fortschritt Weißenfels   | 18 | 17 | - | 1  | 213:077 | 34:02  |
| 2   | SC Leipzig                   | 18 | 16 | - | 2  | 155:076 | 32:04  |
| 3   | SC DHfK Leipzig              | 18 | 13 | - | 5  | 180:048 | 26:10  |
| 4   | SC Einheit Dresden           | 18 | 9  | 3 | 6  | 161:121 | 21:15  |
| 5   | BSG Motor Weimar             | 18 | 7  | 4 | 7  | 139:129 | 18:18  |
| 6   | SG Dynamo Karl-Marx-Stadt    | 18 | 9  | - | 9  | 123:130 | 18:18  |
| 7   | SG Dynamo Leipzig (N)        | 18 | 5  | 2 | 11 | 98:129  | 12:24  |
| 8   | BSG Aufbau Mitte Dresden (N) | 18 | 5  | - | 13 | 105:174 | 10:26  |
| 9   | BSG Motor Erfurt Nord        | 18 | 1  | 1 | 16 | 084:152 | 03:33  |
| 10  | BSG Lok Dresden              | 18 | -  | - | 18 | 065:237 | 00:36  |

| Spiel um Platz 3: SC Leipzig – TSC Berlin 6:4 |

### Endspiel – Halle
(9. Februar 1964)
BSG Fortschritt Weißenfels – SC Empor Rostock 9:4 (5:3)
Auch in der Neuauflage des vorjährigen Endspiels ließ sich Fortschritt Weißenfels nicht überraschen und holte sich den 15. Meistertitel. Die Rostocker Spielerinnen machten es ihren Gegnerinnen leicht, denn sie überließen ihnen weitgehend die Initiative. Bei Weißenfels war erneut Nationalspielerin Inge Schanding Dreh- und Angelpunkt und sorgte für eine schnelle Entscheidung. Bereits nach einer Viertelstunde lag der Titelverteidiger mit 5:2 in Front. Die Rostockerinnen suchten mit Tempospiel zum Erfolg zu kommen, fanden aber gegen die aufmerksame Verteidigung der BSG Fortschritt nicht die richtigen Mittel. Zudem fanden die Steilpässe ihrer Torhüterin Zachwieja kaum einmal einen Abnehmer. Nur kurzfristig hatten die Ostseestädterinnen die Chance, das Spiel noch wenden zu können, als sie bis auf 4:6 herankamen und die Weißenfelserin Quarg auf die Strafbank musste. Doch während die Rostockerin Große die Möglichkeit zum Anschlusstreffer vergab, war es wieder Inge Schanding, die das Signal zum Schlussakkord gab. Mit ihrem Treffer zum 7:4 brachte sie Weißenfels auf die sichere Seite, und da Rostock kein weiterer Treffer gelang, zogen die BSG-Frauen unangefochten zum 9:4-Sieg davon.
| Weißenfels: Martina Hoffmann – Inge Schanding (4), Gisela Reinhardt (1), Ursula Kahnt (1); Monika Pullert (2), Erika Quarg, Siemoch, Heidrun Bachmann (1), Kaltenborn, Gisela Herden Rostock: Zachwieja – Marlen Baumann (1), Bergmann, Bärbel Große (1), Ingrid Lemke, Hauptmann, Soldan, Jokisch (2), Apel, Karin Sorge |
| Schiedsrichter: Kutsche (Ost-Berlin), Zuschauer: 3500 in der Werner-Seelenbinder-Halle (Ost-Berlin) |

## Feldmeisterschaft

### Punktspiele
| Pl. | Mannschaft                     | Sp | S  | U | N  | Tore    | Punkte |
| 1   | SC Empor Rostock               | 18 | 18 | - | -  | 170:045 | 36:0   |
| 2   | BSG Fortschritt Weißenfels     | 18 | 14 | 1 | 2  | 130:057 | 29:05  |
| 3   | SC Aufbau Magdeburg            | 18 | 12 | 1 | 5  | 121:104 | 25:11  |
| 4   | TSC Berlin                     | 18 | 11 | 1 | 6  | 131:084 | 23:13  |
| 5   | BSG Lok Rangsdorf              | 18 | 10 | - | 8  | 113:096 | 20:16  |
| 6   | TSG Wismar                     | 18 | 5  | 2 | 11 | 073:090 | 12:24  |
| 7   | BSG Post Magdeburg (N)         | 18 | 4  | 3 | 11 | 089:141 | 11:25  |
| 8   | BSG Traktor Dummerstorf        | 18 | 3  | 3 | 11 | 068:109 | 09:25  |
| 9   | BSG Fortschritt Cottbus        | 18 | 3  | 1 | 14 | 061:123 | 07:29  |
| 10  | BSG Einheit Neubrandenburg (N) | 18 | 2  | 2 | 14 | 040:147 | 06:30  |

| Pl. | Mannschaft                | Sp  | S  | U | N  | Tore    | Punkte |
| 1   | SC Lok Leipzig            | 18  | 17 | 1 | -  | 168:046 | 35:01  |
| 2   | SC DHfK Leipzig           | 18  | 11 | 3 | 4  | 128:097 | 25:11  |
| 3   | BSG Aktivist K.M. Zwickau | 18  | 10 | - | 8  | 138:127 | 20:16  |
| 4   | SC Einheit Dresden        | 18  | 9  | 2 | 7  | 111:098 | 20:16  |
| 5   | SG Dynamo Karl-Marx-Stadt | *16 | 8  | 3 | 5  | 112:105 | 19:13  |
| 6   | BSG Empor Halloren Halle  | 18  | 8  | 3 | 7  | 090:091 | 19:17  |
| 7   | BSG Motor Weimar          | *17 | 7  | 3 | 7  | 093:105 | 17:17  |
| 8   | BSG ZAB Dessau            | *16 | 6  | - | 10 | 073:093 | 12:20  |
| 9   | BSG Motor Erfurt Nord (N) | *17 | 2  | - | 15 | 059:117 | 04:30  |
| 10  | BSG Fortschritt Gera (N)  | 18  | 1  | 1 | 16 | 066:159 | 03:33  |

* Die fehlenden Ergebnisse konnten nicht ermittelt werden. 
| Spiel um Platz 3: BSG Fortschritt Weißenfels – SC DHfK Leipzig 6:3 |

### Endspiel – Feld
(27. September 1964)
SC Empor Rostock – SC Leipzig 8:2
Nach dem verlorenen Endspiel in der Halle machten es die Rostocker Frauen auf dem Feld besser und holten sich in ihrem fünften Endspiel die erste Handballmeisterschaft. Mit kluger Angriffstaktik und konsequentem Flügelspiel sorgten sie von Anfang an für eine Überlegenheit, der die Leipzigerinnen nichts entgegenzusetzen hatten. Deren Abwehr spielte zu hausbacken mit dem Hallenhandball entlehnten Mitteln. Sie igelten sich in der eigenen Hälfte ein und unternahmen mutlos kaum den Versuch, die gegnerischen Spielerinnen zu stören. Auffallendste Spielerin auf dem Feld war die Rostockerin Ingrid Lemke in ihrem letzten Spiel für den SC Empor, assistiert von ihren spielfreudigen Nebenleuten Baumann und Große. Da es aber auch sonst keine Ausfälle in den Reihen der Ostseestädterinnen gab, war der SC Leipzig an diesem Nachmittag völlig chancenlos.
| Rostock: Eva Biemann – Thiedemann, Apel; Dittmann, Bergmann, Kikilus; Jäger, Bärbel Große (1), Ingrid Lemke (4), Marlen Baumann (3), Soldan – Auswechselspielerin: Karin Sorge Leipzig: Hannelore Zober – Monika Mühlheim, Helga Kermes; Rita Zimmermann, Vetter, Christa Hülßner; Tennert, Weide, Christine Irmer, Maria Rüdrich (1), Renate Kriegel (1) – Auswechselspielerin: Steffi Beuther |
| Schiedsrichter: Siebert (Güsten), Zuschauer: 3000 in Plauen |